# Pumpernickel

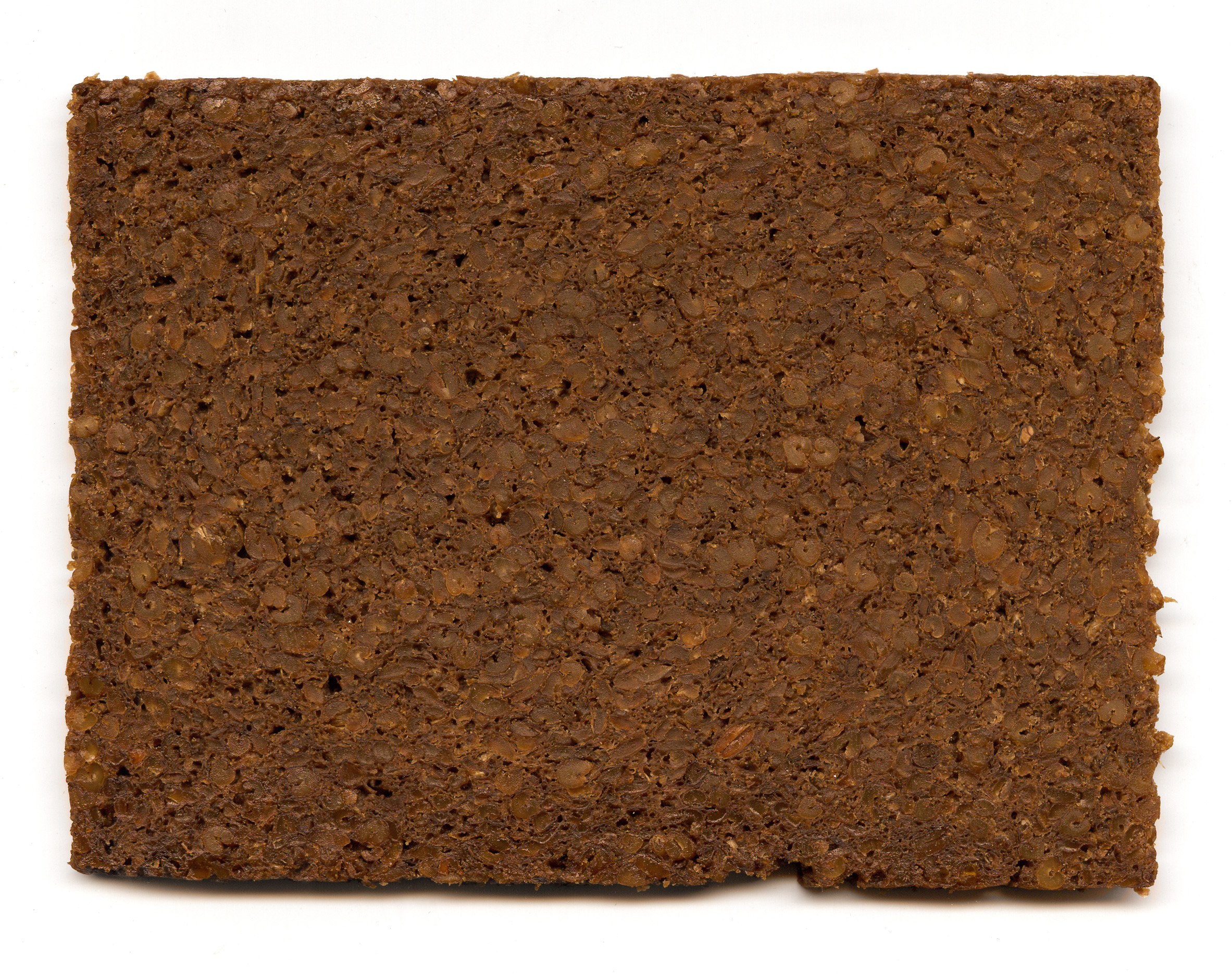
Pumpernickel

Pumpernickel är ett långtidsjäst grovt surdegsbröd gjort på grovmalen råg som har sitt ursprung i Westfalen. Det bakas 10–12 timmar på svag värme. Pumpernickel har mycket lång hållbarhet.
Det finns en efterrätt med pumpernickel som heter Westfälische Götterspeise ("Westfalisk gudaspis") som påminner om Änglamat.